# 山形大学工业短期大学部
山形大学工业短期大学部（日语：／ Yamagata Daigaku Kōgyō Tanki Daigakubu *）是过去一所位于日本山形县米泽市的国立短期大学。

## 概要

### 简介
- 山形大学成立于1949年、短期大学为于1954年开办。同时开始招収男女学生、以后招生到1982年、停办于1985年[1][2]。一年招生总数200[2]、学生总数是了456（男409、女47）于1982年[3]

### 历史
- 1954年 山形大学工业短期大学部成立并同时设置两个学科、以下列举[4]。
  - 机械科第二部
  - 纤维科第二部
- 1959年 应用化学科成立。
- 1965年 电机科第二部成立。
- ？年 三个学科各自变更为、以下列举。
  - 机械科第二部⇒机械工程学科第二部
  - 纤维科第二部⇒纤维工程学科第二部
  - 电机科⇒电机工程学科第二部
- 1970年 信息工程学科第二部成立。
- 1975年 应用化学科变更为环境化学测量学科第二部[注 2]。
- 1982年 最后一年招生、次年停止招生（正式停办于1985年9月30日[2]）。

## 学校环境
- 校区：在了山形县米泽市[注 1]

## 历任校长
- 森平三郎：第一代短期大学校长[4]。
- 和田八三久：最后短期大学校长[5]。

## 组织

### 学科
- 机械工程学科第二部
- 纤维工程学科第二部
- 环境化学测量学科第二部[注 2]
- 电机工程学科第二部
- 信息工程学科第二部

### 专科
| - 没有 |

### 业余课程
| - 没有 |

## 相关链接
- 日本短期大学列表